# Ludwigstraße (Bayreuth)

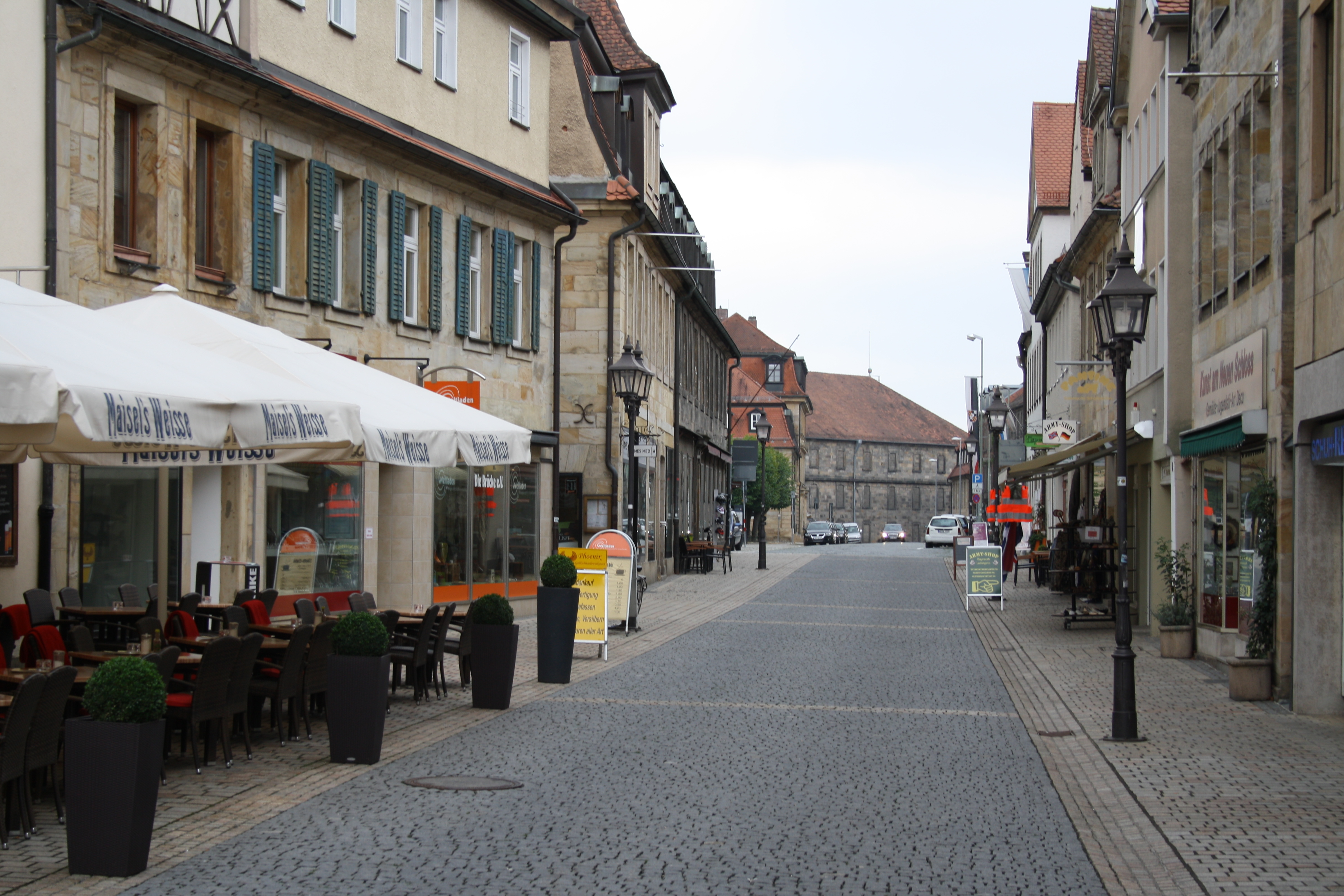
Ludwigstraße – im Hintergrund die ehemalige markgräfliche Reithalle

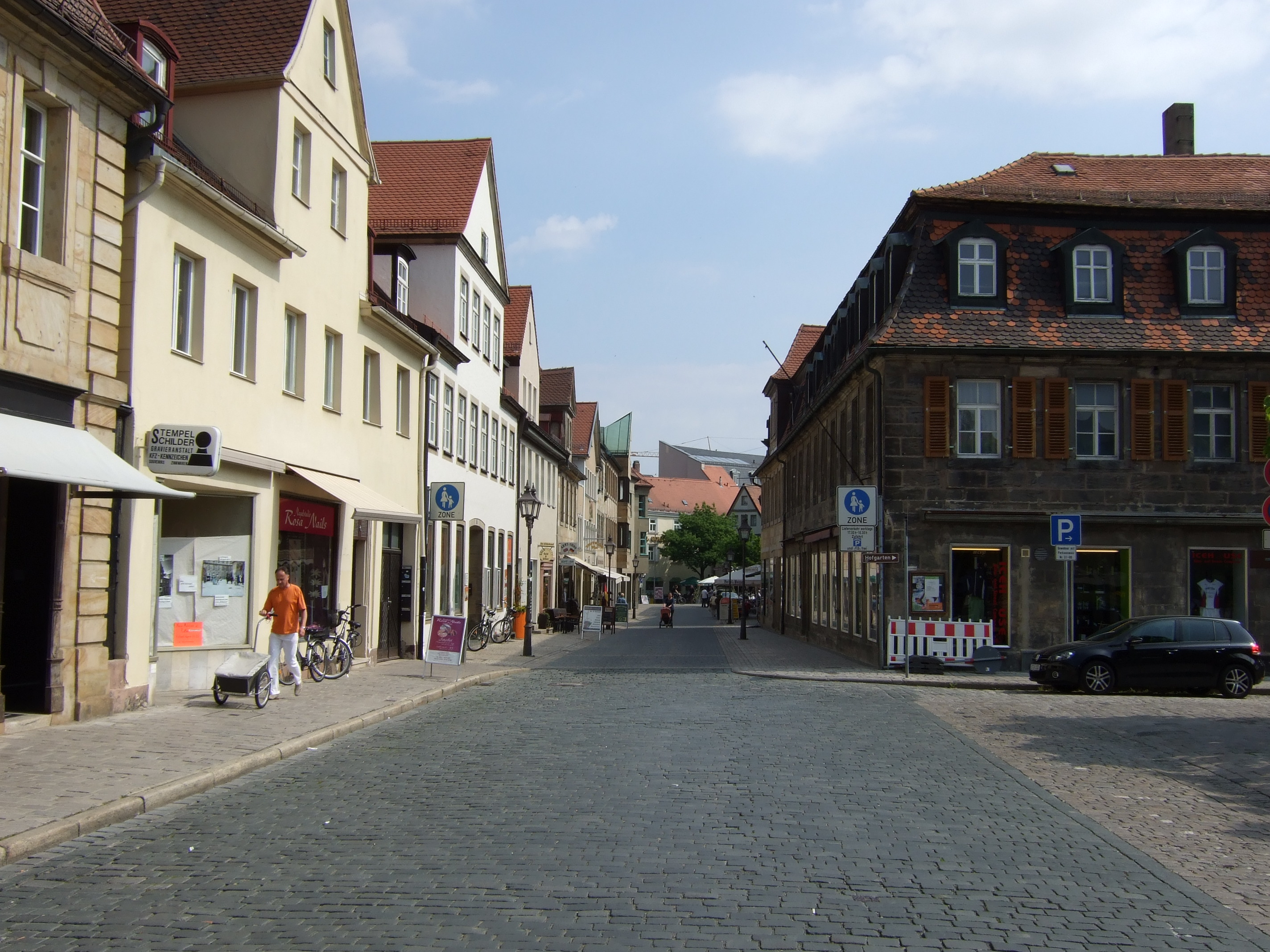
Blick vom Residenzplatz in Richtung Sternplatz, 2012

Die Ludwigstraße ist eine Straße in der oberfränkischen Stadt Bayreuth.

## Name
Im Stadtbuch von 1464 ist die außerhalb der Stadtmauer gelegene Straße als Maroltßgasse, 1472 dann nach ihrem Ziel Moritzhöfen als Moritzgasse und 1545 als Moratzgasse belegt. Auf dem Riediger-Plan von 1745 heißt sie Renn Bahn, im 1808 erschienenen Wegweiser in der Stadt Bayreuth Schloßstraße.
Nach dem Verkauf der ehemaligen Hauptstadt des Fürstentums Bayreuth an das Königreich Bayern änderten sich im Jahr 1810 die Herrschaftsverhältnisse. Aus Anlass des ersten Besuchs des bayerischen Königs Ludwig I. wurde die Schloßstraße zu dessen Ehren 1830 in Ludwigstraße umbenannt.

## Geschichte und Beschreibung

Blick vom Sternplatz in Richtung Residenzplatz, um 1910

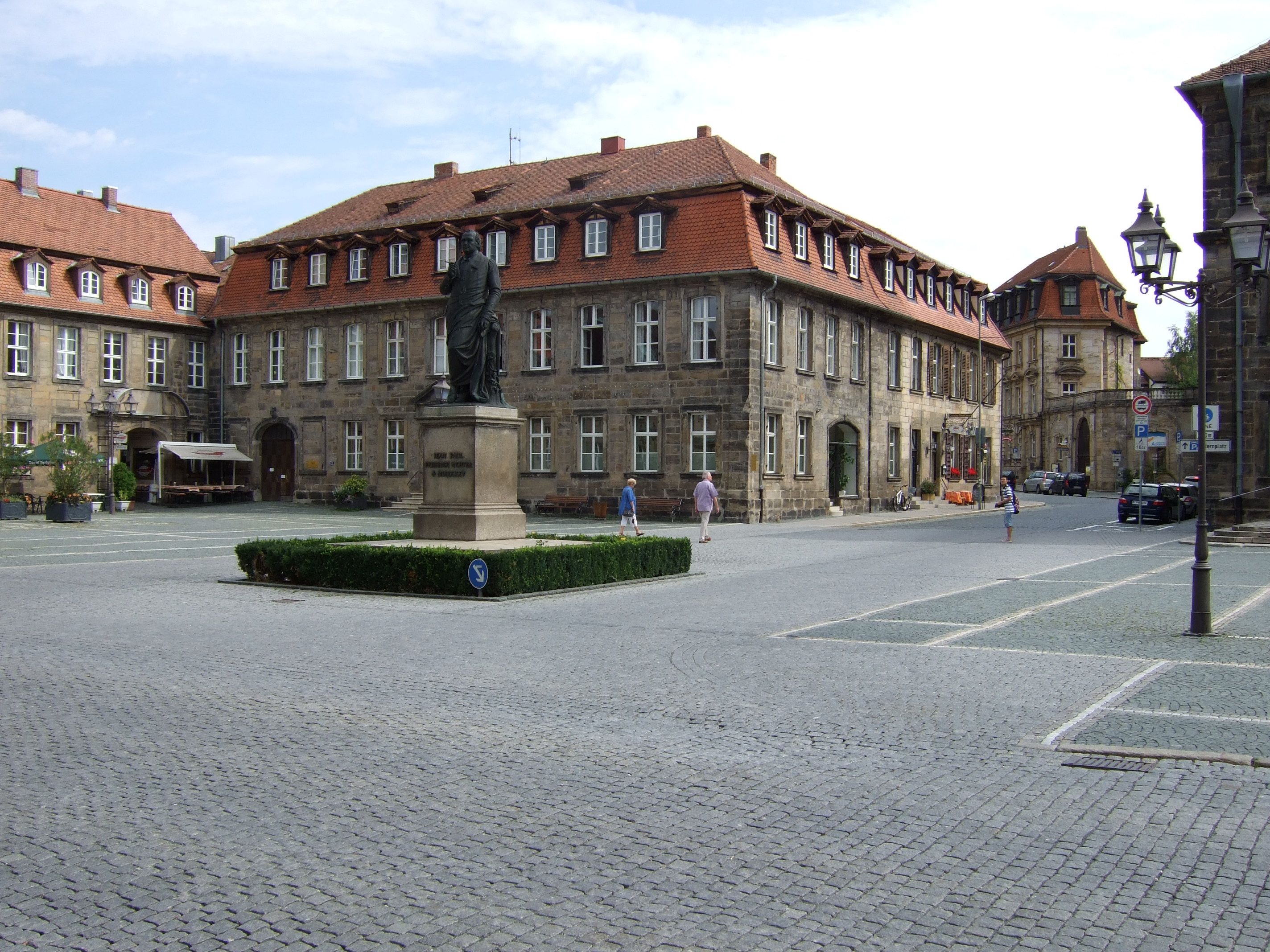
Mündung der Ludwigstraße in den Jean-Paul-Platz – 1840 musste dort das Waisenhausbrünnlein dem Denkmal für Jean Paul weichen, 2012

Außerhalb der Stadtmauer und deren Graben gelegen handelte es ich um ein Gebiet, das Johann Sebastian König um 1800 wie folgt beschrieb: „Anfänglich war hier eine bloße, offene Gegend, ..., auf welcher sich einige Gärten, auch einige geringe Häuslein und Stadel befanden“. Er erwähnt einen bereits im 16. Jahrhundert vorhandenen herrschaftlichen Ökonomiegarten, den der Markgraf Christian 1626 in einen Lustgarten verwandeln und dabei eine Rennbahn anlegen ließ. Dessen Nachfolger Christian Ernst sei darauf bedacht gewesen, aus diesem Weg eine „ordentliche Gasse“ zu machen. Im Jahr 1700 wurde durch den Generalsuperintendenten Stockfleth ein erstes Haus „nach der vorgeschriebenen Ordnung“ errichtet, dem weitere „besonders verschiedene herrschaftliche Gebäude“ und das „Bürger Schießhaus“ folgten. 1742 wurde die Straße gepflastert.
Die Ludwigstraße ist Teil der historischen Innenstadt, die nicht mit dem peripher gelegenen Stadtteil Altstadt verwechselt werden darf. Südöstlich der einstigen Stadtmauer verläuft die 317 Meter lange Straße fast durchgehend geradlinig parallel zu jener von Nordosten nach Südwesten. Erst ungefähr bei Meter 285 macht sie kurz vor ihrem Ende einen Knick in westliche Richtung.
Sie beginnt am Sternplatz und zeigt sich auf den ersten 95 Metern als schmale Geschäftsstraße, die beiderseits von überwiegend zweigeschossigen Häusern flankiert wird. Dann weicht die linksseitige Bebauung zurück und lässt Raum für den rechteckigen Platz vor dem Neuen Schloss, der zunächst Schloßplatz hieß; um die Mitte des 19. Jahrhunderts setzte sich die Bezeichnung Residenzplatz durch. Sämtliche Gebäude an dessen Rändern sind als Anwesen der Ludwigstraße nummeriert. Am Haus Nummer 13 geht mit dem Glasenappweg die einzige Seitenstraße ab.
Am Ende des langgezogenen rund 105 Meter langen Platzes rückt die südöstliche Bebauung wieder an die Straße heran, lässt ihr dabei aber mehr Raum als im oberen Teil. In Höhe des o. g. Knicks führt ein Fußweg in den nahen Hofgarten. Entlang der Längsmauer der ehemaligen markgräflichen Reithalle geführt, die wegen ihres früheren Zugangs zur Ludwigstraße gerechnet wird, mündet sie in den rechteckigen Jean-Paul-Platz.
Die Straße ist durchgehend gepflastert. Der Bereich zwischen dem Sternplatz und dem Residenzplatz ist Teil der innerstädtischen Fußgängerzone; als Zufahrt zu einer Tiefgarage in der Richard-Wagner-Straße darf er aber von Kraftfahrzeugen als Einbahnstraße befahren werden.

## Gebäude

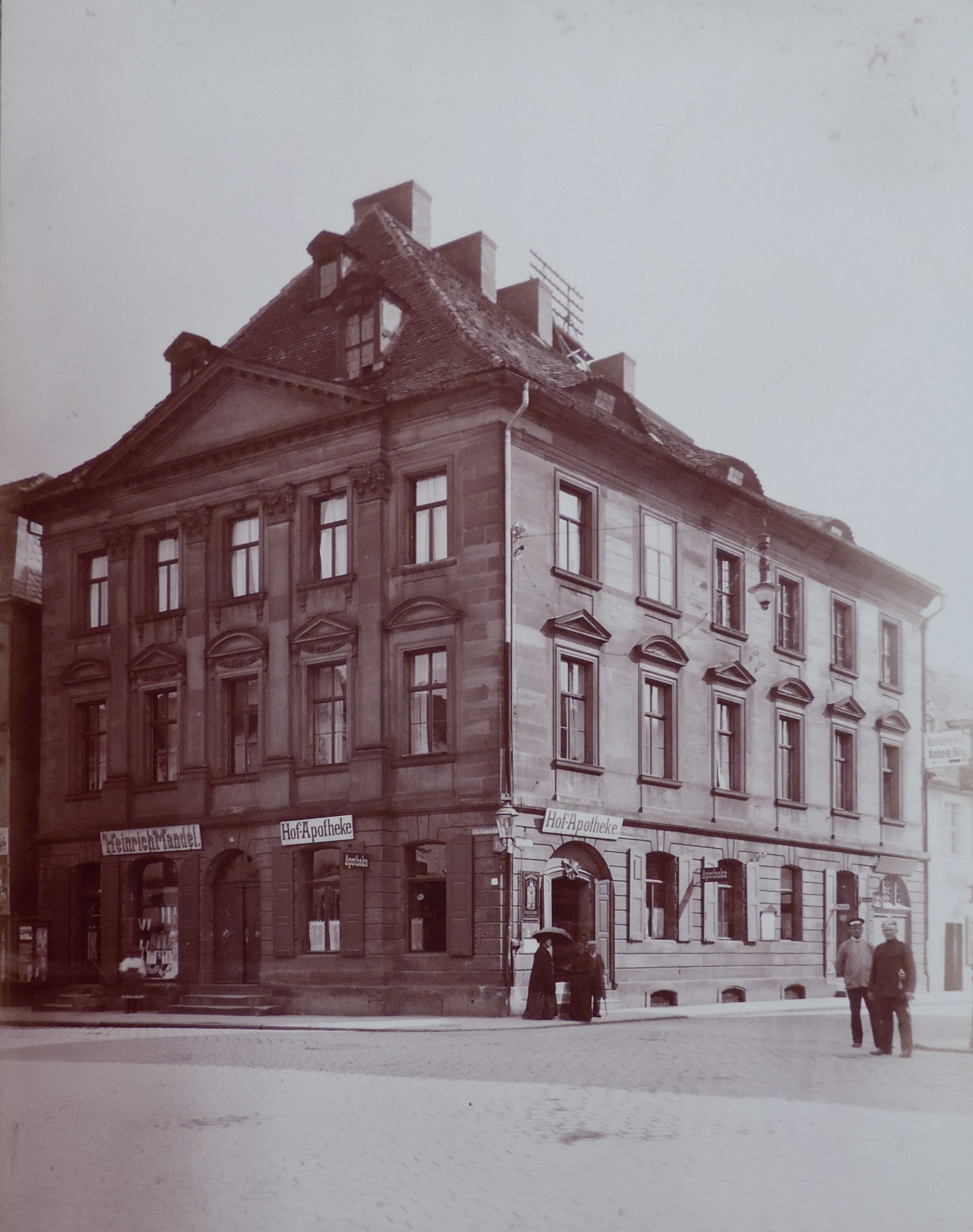
Richard-Wagner-Straße 2, Eckhaus am Sternplatz mit Hof-Apotheke, vor 1913

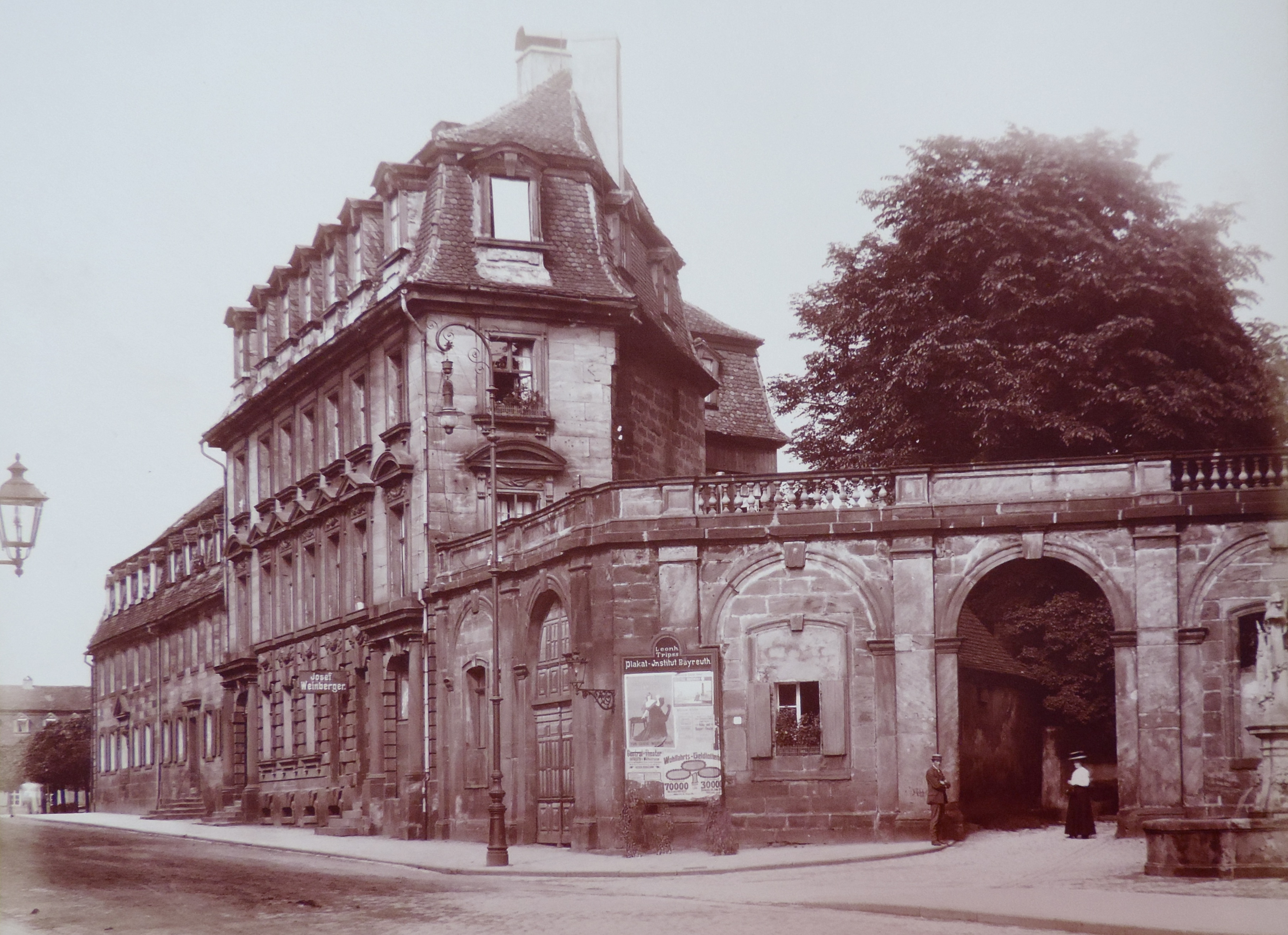
„Storchenhaus“ und Durchgang zum Hofgarten, um 1910

- Richard-Wagner-Straße 2: Die Hof-Apotheke im markanten Eckhaus am Sternplatz zur Richard-Wagner-Straße hin hatte früher ihren Haupteingang in der Ludwigstraße.[8] Das Gebäude wurde in den Jahren 1756/57 nach Plänen von Carl von Gontard erbaut.[9]
- Ludwigstraße 20: Der Präsidialbau der Regierung von Oberfranken (auch „Präsidentenflügel“ genannt)[10] wurde 1902 begonnen und 1904 eingeweiht. Das gegenüber dem Neuen Schloss liegende Gebäude diente als Verwaltungssitz der Regierung von Oberfranken. Die Hauptfassade aus Sandstein ist vom Historismus geprägt und zeigt vor allem neubarocke Elemente.
- Ludwigstraße 21: Neues Schloss, ab 1753 erbaut und 1758 im Wesentlichen fertiggestellt. Es entstand während der Herrschaft des Markgrafenpaars Friedrich III. und Wilhelmine von Preußen. In Planung und Bau des Mitteltrakts bezog der Hofarchitekt Joseph Saint-Pierre[11] das halbfertige Gebäude der reformierten Kirche ein.[12]
- Ludwigstraße 24: Zweigeschossiger, barocker Putzbau mit Walmdach und Zwerchhaus aus dem 18. Jahrhundert.
- Ludwigstraße 26: Barocker, dreigeschossiger Bau mit Walmdach, Stuckdekor und Säulenportal, um 1750/60 nach Plänen von Carl von Gontard erbaut. Nach einem früheren Besitzer wird er als „Ellrodt’sches Palais“ bezeichnet.[8] In der Zeit der französischen Besatzung (1806–1810) residierte dort der Intendant Camille de Tournon.[13]
- Ludwigstraße 29: Das „Storchenhaus“, ein spätbarocker dreigeschossiger Sandsteinquaderbau mit Mansarddach und reich gegliederter Fassade wurde 1758 nach Plänen von Carl Philipp von Gontard erbaut; Bauherr war der Hofmaschinenmeister Johann Spindler.[14] Seinen Namen erhielt das Gebäude im 19. Jahrhundert, als Zeitungsberichten zufolge eine Storchenfamilie darauf nistete.[15] Im 20. Jahrhundert war es Eigentum des jüdischen Ehepaars Josef und Rosette Weinberger, die von den Nationalsozialisten deportiert und ermordet wurden. In jener Zeit kam es zum Zwangsverkauf des Gebäudes an die evangelische Kirchenverwaltung.[16]

Im April 1994 wurde in einem Nebengebäude das Jugendcafé Adebar in der Trägerschaft des Evangelischen Jugendwerks Bayreuth eröffnet.
- Ludwigstraße 31: Als markgräfliche Reithalle von Joseph Saint-Pierre um 1748 erbaut, wurde die Halle 1761 verlängert und im hinteren Teil als Theater verwendet. Im Juli 1870 wollte der 1844 gegründete Liederkranz dort das dritte fränkische Bundessängerfest veranstalten, aufgrund des abrupten Kriegsbeginns wurde es jedoch kurzfristig abgesagt.[18] Im „Dritten Reich“ wurde die Halle von den Nationalsozialisten als Versammlungs- und Festhalle ausgebaut und erhielt später nach dem bayerischen NSDAP-Ministerpräsidenten Ludwig Siebert den Namen Ludwig-Siebert-Festhalle. Eingebaut wurden eine Orgelempore und zwei Emporen an den Längsseiten, sodass insgesamt 2000 Personen Platz finden konnten. Zudem entstanden das „Kleine Haus“, der sogenannte Balkonsaal und ein Vorbau zum Jean-Paul-Platz hin, der seitdem den Haupteingang bildet. Kurz vor dem Ende des Zweiten Weltkriegs brannte das Gebäude aus, nur die Außenmauern blieben stehen. Ab 1950 diente es zunächst als behelfsmäßiges Kino. Nach der Wiederherrichtung als Kultur- und Tagungszentrum wurde es 1965 als „Stadthalle“ wiederöffnet.
- Ludwigstraße 32: Barocker, zweigeschossiger Sandsteinquaderbau mit Mansarddach, 1745–1752 nach Plänen von Joseph Saint-Pierre gebaut.
- Ludwigstraße 34: Wohn- und Geschäftshaus mit gewinkelter Straßenfront. Im Hintergebäude befand sich das erste Oratorium der wenigen Katholiken – zunächst hauptsächlich am Hof angestellte italienische und französische Künstler – in Bayreuth. Es diente als solches von 1749 bis 1813, ehe die Katholiken nach dem Verkauf des Markgraftums Bayreuth an Bayern[19] eine eigene Kirche erhielten. Erbaut wurde das Oratorium von Joseph Saint-Pierre unter der Auflage, dass das Gebäude nicht als Kirche zu erkennen sein durfte. Aus diesem Grund musste er die bereits fertiggestellten hohen Fenster durch Sandsteinriegel horizontal teilen.[20]

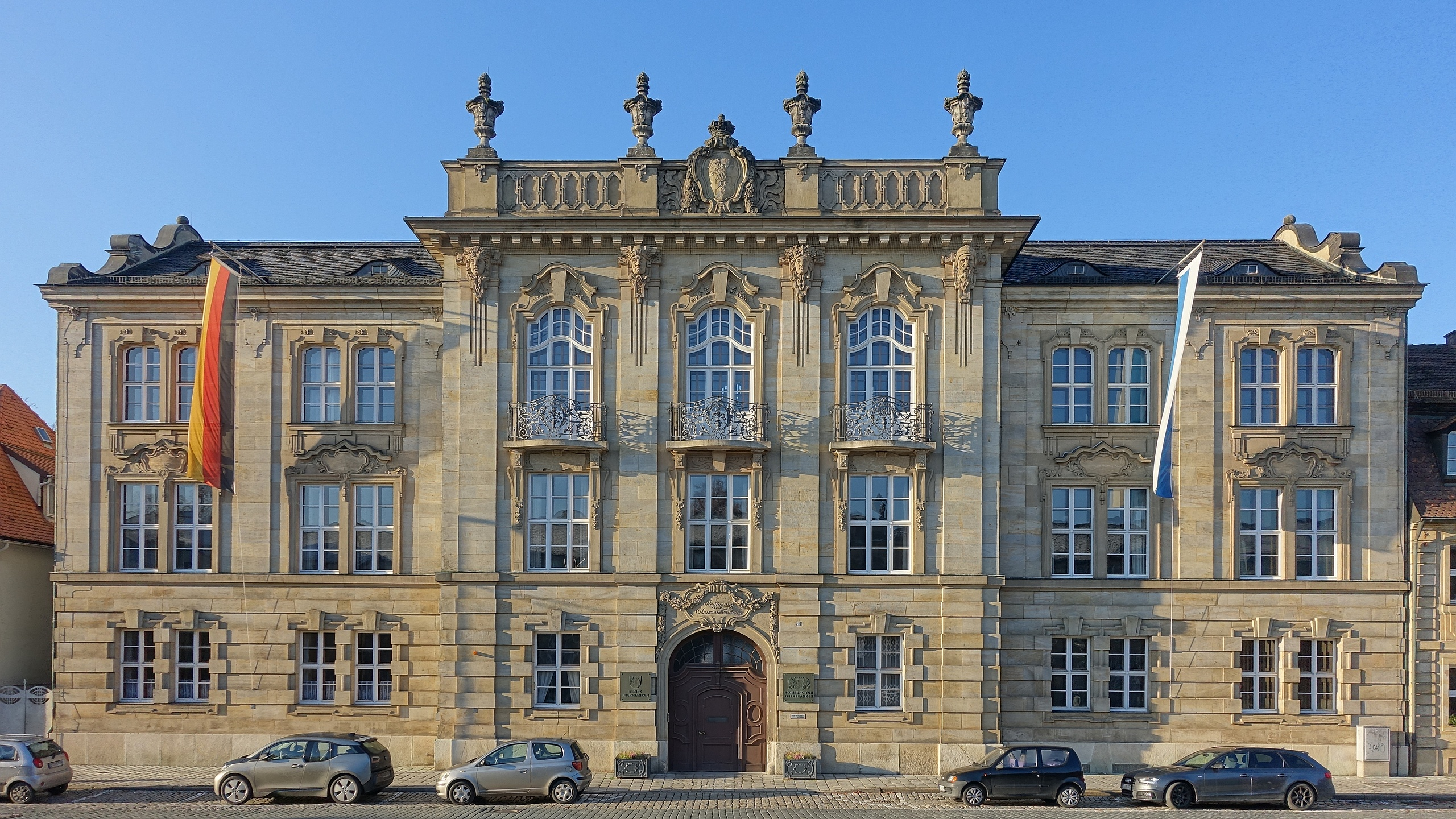
Präsidialbau der Regierung von Oberfranken
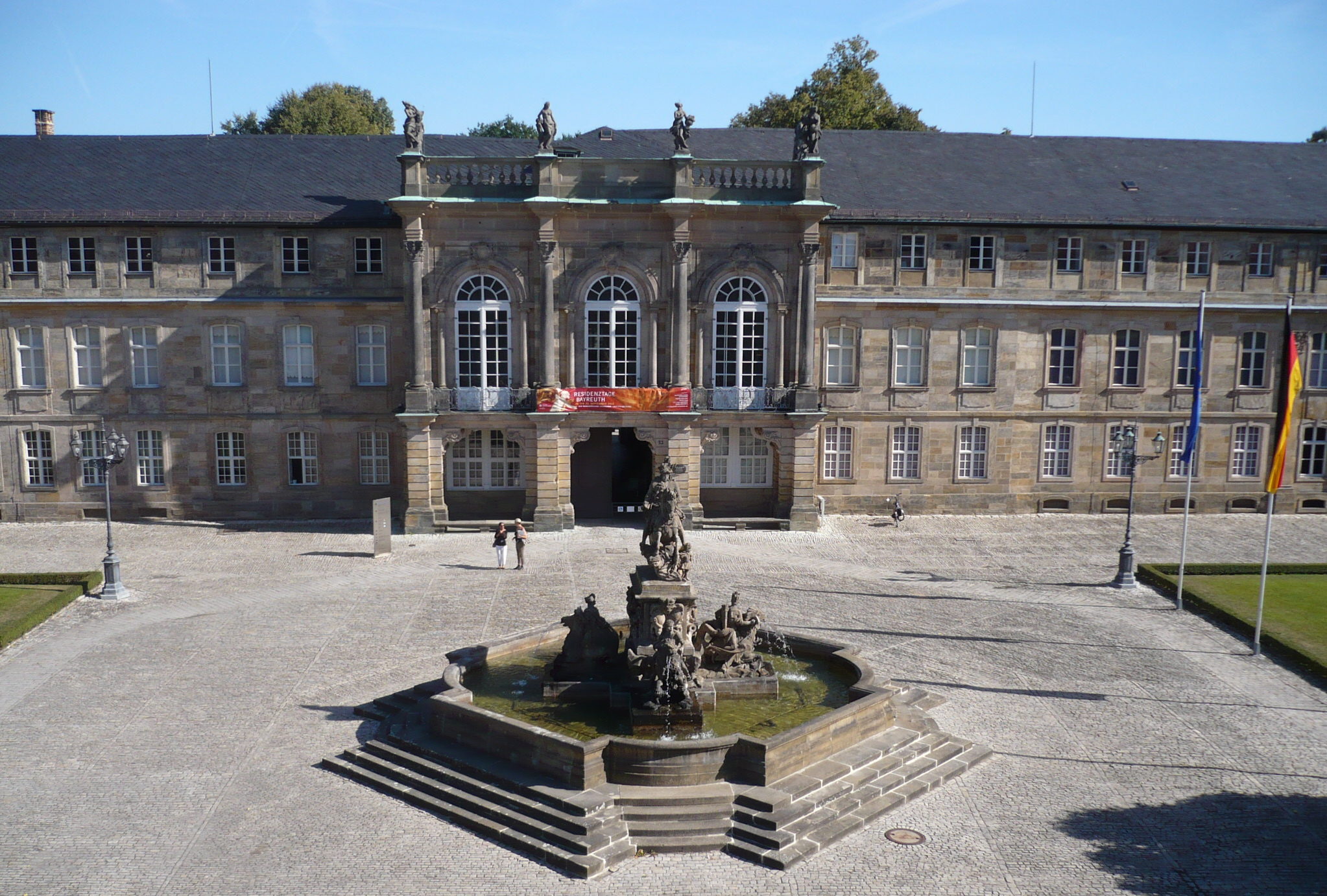
Neues Schloss und Markgrafenbrunnen
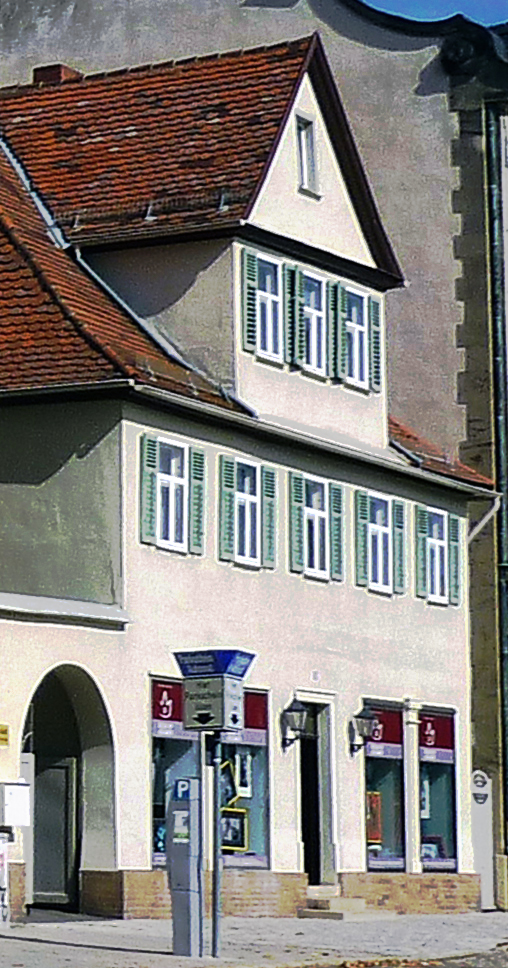
Ludwigstraße 24 mit Zwerchhaus
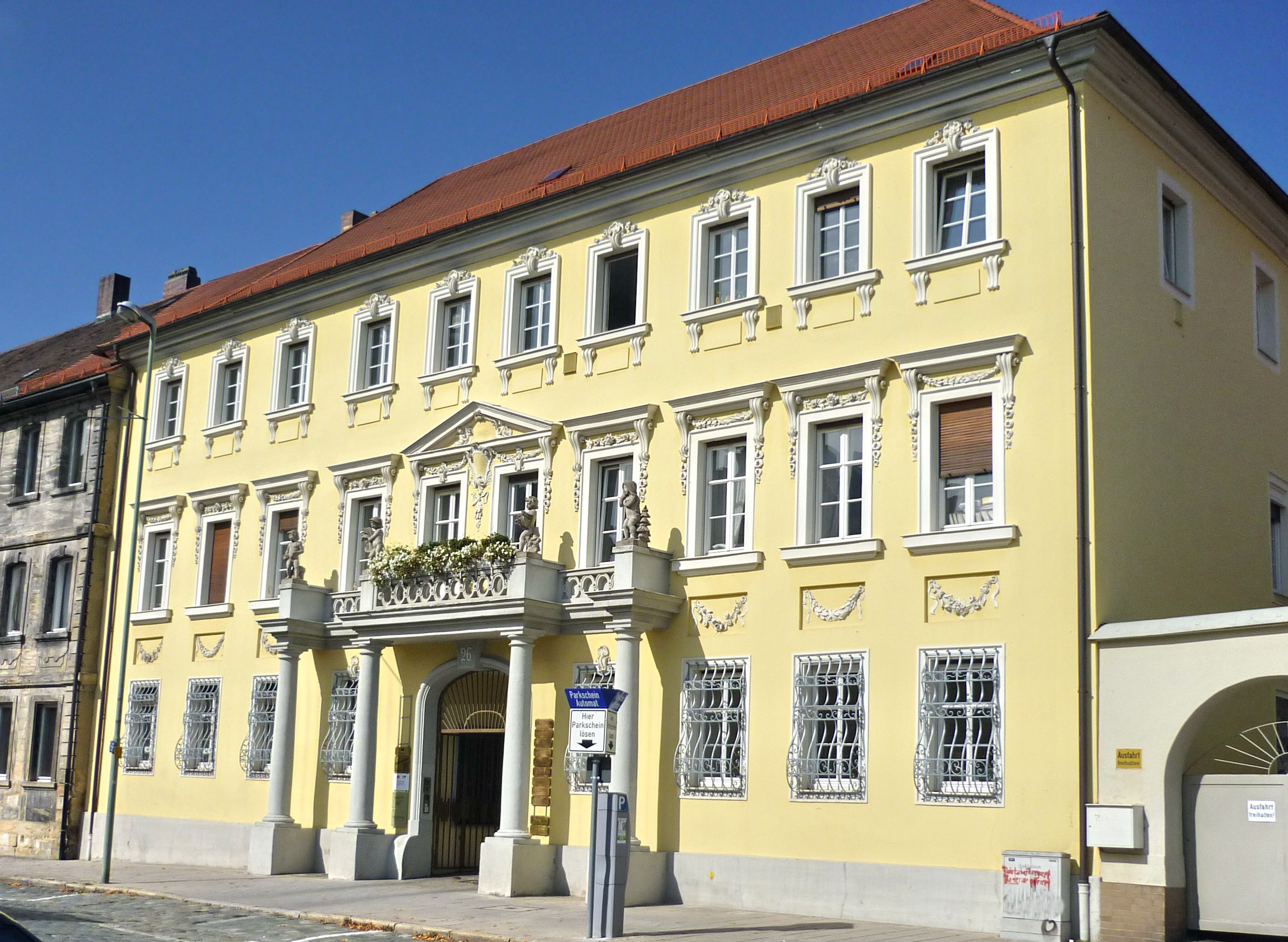
„Ellrodt’sches Palais“ (Ludwigstraße 26)
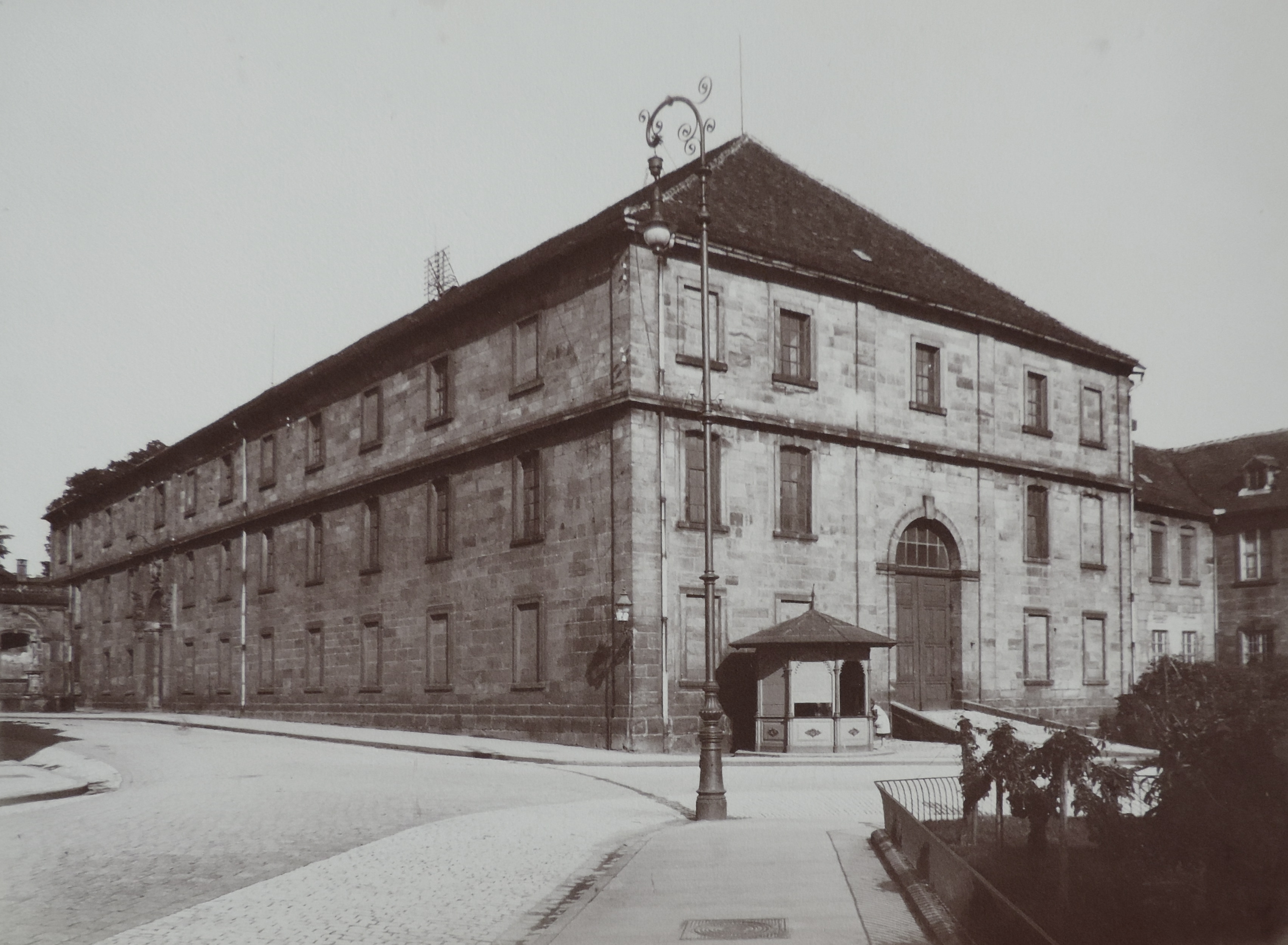
Ehemalige Reithalle der Markgrafen

## Verschwundene Gebäude

Blick in die Maximilianstraße mit dem „Gärtnerhaus“ (links), vor 1900

- 1962 wurde das Eckhaus zur Maximilianstraße am Sternplatz abgerissen. Das als „Gärtnerhaus“[21][Anm. 1] bekannte klassizistische Sandsteingebäude mit der Adresse Maximilianstraße 1 hatte einst das erste Kaufhaus der Stadt beherbergt.
- Die Abbruchgenehmigung für das Nachbargebäude Ludwigstraße 2 wurde im Oktober 1971 erteilt. Das ehemalige Hotel Schwarzes Roß, ein dreigeschossiger Quaderbau, der vermutlich aus dem 18. Jahrhundert stammte,[22] musste daraufhin einem modernen Wohn- und Geschäftshaus weichen. In einem Zimmer im Schwarzen Roß war Albert Schweitzer 1906 der Einstieg in sein musikgeschichtliches Werk über Johann Sebastian Bach gelungen.[23]
- Ludwigstraße 20 und 22: Die zweigeschossigen Gebäude mit Zwerchhaus[24] wurden um 1901 abgerissen, um Platz für den 1902–1904 an der Stelle errichteten Präsidialbau der Regierung von Oberfranken zu schaffen.[25]

## Brunnen

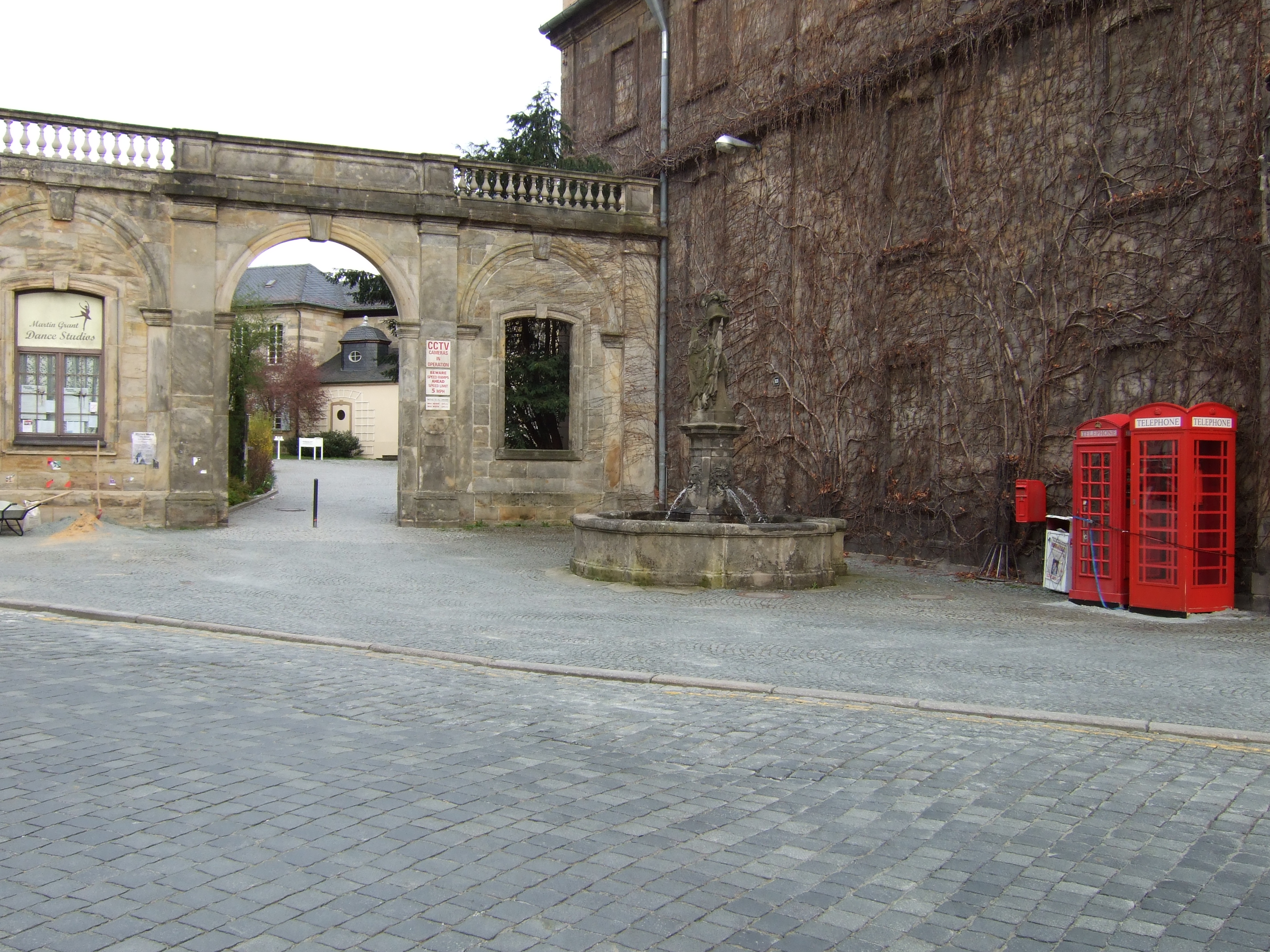
Ludwigstraße am Waisenhausbrünnlein mit Requisiten für den Film Rubinrot

- Auf dem Residenzplatz vor dem Neuen Schloss steht der Markgrafenbrunnen, ein Springbrunnen, der als zentrale Figur eine Reiterstatue des Markgrafen Christian Ernst zeigt. Der 1705 eingeweihte Brunnen stand ursprünglich im äußeren Hof des Alten Schlosses.
- Das Waisenhausbrünnlein am Eingang zum Hofgarten hat seinen Namen vom ehemaligen Waisenhaus im nahen Haus Friedrichstraße 14.[26] Es wurde 1748 von Johann Jeremias Martini geschaffen und wird auch als Trophäenbrunnen bezeichnet, da es Trophäen sowie den brandenburgischen Adler zeigt. Bis 1840 stand der Brunnen auf dem Jean-Paul-Platz an der Stelle des 1841 dort eingeweihten Denkmals für Jean Paul.[27]

## Sonstiges
Am 20. August 1799 wurde im Neuen Schloss Heinrich von Gagern geboren. In einem Eckhaus am Schlossplatz hatte der Rechtsanwalt Gottlieb Keim seine Kanzlei, in der von 1823 bis 1830 Johann Georg August Wirth tätig war.
Für den Film Rubinrot wurde Mitte April 2012 die südliche Ludwigsstraße eine Woche lang in das viktorianische London verwandelt. Dazu wurden Verkehrsschilder abmontiert, zusätzliche Sprossen an den der Straße zugewandten Fenstern befestigt, historische Laternen und Lampen aufgestellt, zeitgenössische englische Straßen- und Werbeschilder angebracht und die Straße mit kostümierten Komparsen, Pferdekutschen und Oldtimern belebt.